# 아오모리현 선거구
아오모리현 선거구(일본어: 青森県選挙区)는 일본의 참의원 선거구이다.

## 선거구 정보
| 지역      | 아오모리현 전역          |
| 의원 정수 | 2명 (개선 정수 1명)      |
| 유권자 수 | 1,069,653명 (2022년 9월) |

## 역대 의원
| 홀수회                       | 홀수회        | 짝수회        | 짝수회                       |
| 의원                         | 선거          | 선거          | 의원                         |
| ---------------------------- | ------------- | ------------- | ---------------------------- |
| 사토 나오타케 (무소속)       | 1947년 제1회  | 1947년 제1회  | 히라노 젠지로 (민주당)       |
| 사토 나오타케 (무소속)       |               | 1950년 제2회  | 구도 데쓰오 (자유당)         |
| 사토 나오타케 (녹풍회)       | 1953년 제3회  | 1953년 보궐   | 사사모리 준코 (개진당)       |
| 사토 나오타케 (녹풍회)       |               | 1956년 제4회  | 사사모리 준코 (자유민주당)   |
| 사토 나오타케 (녹풍회)       | 1959년 제5회  |               | 사사모리 준코 (자유민주당)   |
| 사토 나오타케 (녹풍회)       |               | 1962년 제6회  | 사사모리 준코 (자유민주당)   |
| 쓰시마 분지 (자유민주당)     | 1965년 제7회  |               | 사사모리 준코 (자유민주당)   |
| 쓰시마 분지 (자유민주당)     |               | 1968년 제8회  | 야마자키 다쓰오 (무소속)     |
| 쓰시마 분지 (자유민주당)     | 1971년 제9회  |               | 야마자키 다쓰오 (무소속)     |
| 데라시타 이와조 (자유민주당) | 1973년 보궐   |               | 야마자키 다쓰오 (무소속)     |
| 데라시타 이와조 (자유민주당) |               | 1974년 제10회 | 야마자키 다쓰오 (자유민주당) |
| 데라시타 이와조 (자유민주당) | 1977년 제11회 |               | 야마자키 다쓰오 (자유민주당) |
| 마쓰오 간페이 (자유민주당)   | 1980년 보궐   | 1980년 제12회 | 야마자키 다쓰오 (자유민주당) |
| 마쓰오 간페이 (자유민주당)   | 1983년 제13회 |               | 야마자키 다쓰오 (자유민주당) |
| 마쓰오 간페이 (자유민주당)   |               | 1986년 제14회 | 야마자키 다쓰오 (무소속)     |
| 미카미 다카오 (무소속)       | 1989년 제15회 |               | 야마자키 다쓰오 (무소속)     |
| 미카미 다카오 (무소속)       |               | 1991년 보궐   | 마쓰오 간페이 (자유민주당)   |
| 미카미 다카오 (무소속)       |               | 1992년 제16회 | 마쓰오 간페이 (자유민주당)   |
| 야마자키 쓰토무 (신진당)     | 1995년 제17회 |               | 마쓰오 간페이 (자유민주당)   |
| 야마자키 쓰토무 (신진당)     |               | 1998년 제18회 | 다나부 마사미 (무소속)       |
| 야마자키 쓰토무 (자유민주당) | 2001년 제19회 |               | 다나부 마사미 (무소속)       |
| 야마자키 쓰토무 (자유민주당) |               | 2004년 제20회 | 다나부 마사미 (민주당)       |
| 히라야마 고지 (민주당)       | 2007년 제21회 |               | 다나부 마사미 (민주당)       |
| 히라야마 고지 (민주당)       |               | 2010년 제22회 | 야마자키 쓰토무 (자유민주당) |
| 다키사와 모토메 (자유민주당) | 2013년 제23회 |               | 야마자키 쓰토무 (자유민주당) |
| 다키사와 모토메 (자유민주당) |               | 2016년 제24회 | 다나부 마사요 (민진당)       |
| 다키사와 모토메 (자유민주당) | 2019년 제25회 |               | 다나부 마사요 (민진당)       |
| 다키사와 모토메 (자유민주당) |               | 2022년 제26회 | 다나부 마사요 (입헌민주당)   |

## 최근 선거 결과

### 2016년 (제24회)
|  | 49.19% |

|  | 47.88% |

|  | 2.93% |

### 2019년 (제25회)
|  | 51.49% |

|  | 44.36% |

|  | 4.15% |

### 2022년 (제26회)
|  | 53.45% |

|  | 41.73% |

|  | 2.63% |

|  | 2.19% |

## 같이 보기
- 아오모리현 제1구
- 아오모리현 제2구
- 아오모리현 제3구